# (203) Pompeia
(203) Pompeja és un asteroide pertanyent al cinturó d'asteroides descobert el 25 de setembre de 1879 per Christian Heinrich Friedrich Peters des de l'observatori Litchfield de Clinton, Estats Units.
Està nomenat per Pompeia, antiga ciutat romana, amb motiu de la proximitat del descobriment de l'asteroide amb el divuitè centenari de la seva destrucció pel Vesubi.

## Característiques orbitals
Pompeja orbita a una distància mitjana del Sol de 2,738 ua, podent allunyar-se fins a 2,899 ua. La seva inclinació orbital és 3,178° i l'excentricitat 0,05891. Triga a completar una òrbita al voltant del Sol 1655 dies.